# Senadors per la Democràcia
Senadors per la Democràcia o Senat Democràtic va ser el nom que van adoptar diverses candidatures conjuntes al Senat que, per les eleccions generals espanyoles de 1977, van formar el PSOE (els socialistes es van presentar dins de coalicions progressistes i d'esquerres en diverses circumscripcions), el partit democristià Izquierda Democrática, que en les candidatures al Congrés formava part de l'Equip Demòcrata Cristià Espanyol, l'Aliança Liberal de Joaquín Satrústegui i independents. A Astúries va participar també el PCE.
El seu propòsit era impedir que forces involucionistes poguessin controlar el Senat i impedir les reformes. En paraules de Joaquín Satrústegui:
| « | ... el Senat, que havia estat concebut pels homes del franquisme com un fre del procés cap a la democratització del país, no posarà cap obstacle a les iniciatives del Congrés dels Diputats. | » |

Les candidatures de Senat Democràtic van obtenir representació en set províncies (aconseguint 16 senadors en total):
- Astúries: Atanasio Corte Zapico (ID), Wenceslao Roces Suárez (PCE), substituït el 1977 per Fernando Morán López, per motius de salud, i Rafael Fernández (PSOE).
- Badajoz: Juan Antonio Cansinos Rioboo (PSOE), Alfonso Moreno de Acevedo (ID)
- Burgos (la candidatura s'anomenà Unidad Democrática para el Senado): Juan José Laborda (PSOE).
- Granada (la candidatura s'anomenà Senado Democrático para Granada): José Vida Soria (PSOE), Nicolás de Benito Cebrián (independent), Juan José López Martos (independent).
- Madrid: Joaquín Satrústegui (AL), Mariano Aguilar Navarro (PSOE), Manuel Villar (ID)
- Málaga: Enrique Brinkmann (independent), Antonio García Duarte (PSOE), Braulio Muriel (independent)
- Múrcia (la candidatura s'anomenà Agrupación Electoral para un Senado Democrático): Antonio López Pina (independent).

En total, van obtenir escó 6 membres del PSOE, 3 d'ID, 1 d'AL i 1 del PCE, als quals es van unir cinc independents. Els sis senadors socialistes i dos dels independents es van integrar en el grup parlamentari Socialistes del Senat. Dos dels tres d'Izquierda Democrática, juntament amb tres independents, i els senadors d'AL i PCE, es van unir al grup parlamentari Progressistes i Socialistes Independents. L'altre senador d'ID, Moreno de Acevedo, va ingressar al Grup Mixt.